# Andrei Usatîi
Andrei Usatîi (n. 12 decembrie 1950) este un medic din Republica Moldova care a deținut funcția de Ministru al Sănătății al Republicii Moldova în perioada 14 ianuarie 2011 – 18 februarie 2015. El l-a înlocuit în funcție pe Vladimir Hotineanu (2009 – 2011) și a fost succedat de Mircea Buga.

## Biografie
Imaginea și reputația fostului Ministru al Sănătății a avut de suferit în urma luptelor politice dintre partidele pro-europene de coaliție, acesta fiind deseori prezentat populației ca un om controversat, deși rezultatele muncii sale demonstrează cu totul contrariul.
În ianuarie 2013 a început urmărirea penală a lui Andrei Usatîi, alături de șeful Direcției Juridice a ministerului Sănătății, un notar și un registrator de stat, într-un dosar în care Usatîi este învinuit că ar fi dispus ilegal ipotecarea parterului Spitalului Clinic Republican, cu acuzația de „provocare a daunelor în proporții considerabile intereselor publice”. Pe 2 martie 2015 a fost pus sub învinuire în acest dosar.
Pe 2 aprilie 2015 i-a fost conferit „Ordinul de Onoare”.
Pe 10 aprilie 2015 judecătoria sectorului Buiucani (Chișinău) a decis arestarea preventivă pentru 25 de zile a lui Andrei Usatîi, acesta fiind bănuit de acte de corupție în dosarul licitațiilor trucate și acuzat că ar fi „aranjat” licitațiile publice de procurare a utilajului medical pentru spitale. Pe 22 aprilie, la o ședință de judecată de la Curtea de Apel Chișinău, după ce a aflat decizia Curții că trebuie să-i fie menținută măsura de arest, acesta s-a simțit rău și a fost preluat de ambulanță din instanța de judecată și transportat la spital, unde a fost supus apoi unei intervenții chirurgicale.